# Jakob Sturm von Sturmeck (Kanzler)
Jakob Sturm von Sturmeck (auch Jacob Sturm von Sturmeck; Bl. 1617; † 1633 auf der Ruperti-Insel) war Kanzler der Universität Straßburg.
Jakob Sturm von Sturmeck stammte aus der adligen Straßburger Familie Sturm von Sturmeck. Ab 1617 gehörte er dem Rat der Stadt Straßburg an und wurde im folgenden Jahr 1618 in das Gremium der Quindecimvir aufgenommen. Ab 1624 übte er das Amt des Stadtrichters aus und wurde am 14. Januar 1626 zum Kanzler und Scholarch der Universität Straßburg gewählt, die sein Vorfahr, der gleichnamige Jakob Sturm von Sturmeck, als Gymnasium gegründet hatte. Jakob Sturm von Sturmeck starb im Jahr 1633 auf der Ruperti-Insel an der Pest.